# Distrito Municipal de Chris Hani
Chris Hani es un distrito municipal de Sudáfrica en la provincia Oriental del Cabo. Comprende una superficie de 37,294 km². El centro administrativo es la ciudad de Queenstown.

## Municipios locales
El distrito está integrado por los siguientes municipios locales:
| Municipio local | Código | Población | %      |
| --------------- | ------ | --------- | ------ |
| Lukhanji        | EC134  | 190 723   | 23,98% |
| Engcobo         | EC137  | 155 513   | 19,55% |
| Intsika Yethu   | EC135  | 145 372   | 18,28% |
| Emalahleni      | EC136  | 119 460   | 15,02% |
| Inxuba Yethemba | EC131  | 65 560    | 8,24%  |
| Sakhisizwe      | EC138  | 63 582    | 7,99%  |
| Tsolwana        | EC132  | 33 281    | 4,18%  |
| Inkwanca        | EC133  | 21 971    | 2,76%  |